# Colias dubia
Colias dubia is een vlindersoort uit de familie van de Pieridae (witjes), onderfamilie Coliadinae.
Colias dubia werd in 1906 beschreven door Elwes.